# The Hooters

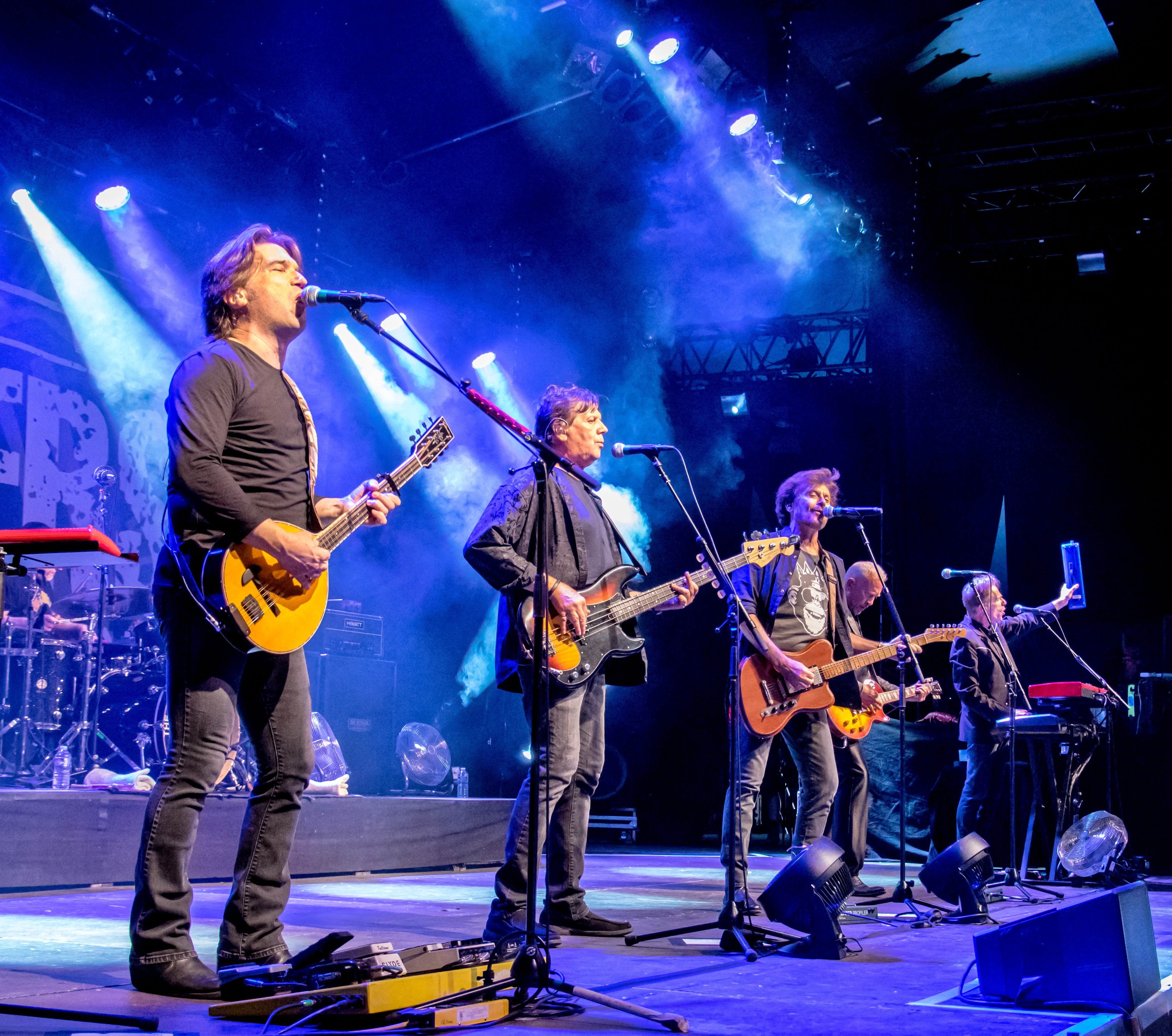
The Hooters auf dem Zelt-Musik-Festival 2018 in Freiburg

The Hooters sind eine US-amerikanische Rockband aus Philadelphia, Pennsylvania, die 1980 gegründet wurde. Internationale Bekanntheit erlangte die Band durch ihren Auftritt beim Live-Aid-Konzert am 13. Juli 1985 in Philadelphia. Mit Liedern wie All You Zombies, Johnny B und Satellite erzielte sie einige Chartplatzierungen. Die Bandmitglieder Eric Bazilian und Rob Hyman sind auch als Songwriter, Produzenten und Musiker für andere Künstler aktiv.

## Geschichte

### Die Anfänge (1980–1984)
Eric Bazilian und Rob Hyman, die sich an der University of Pennsylvania kennenlernten, hatten mit dem Studiomusiker, Produzenten und Songschreiber Rick Chertoff und mit dem Sänger David Kagan in den 1970er Jahren bereits in der Band Baby Grand musiziert und zwei LPs auf Arista Records veröffentlicht. Der Schlagzeuger David Uosikkinen, der Gitarrist John Vincent Kuzma (* 1951; † 1. Juli 2011) und Bassist Bobby Woods (* 1951; † 8. Dezember 2010) waren in Levittown, Pennsylvania unter dem Namen Hot Property aktiv und gehörten gemeinsam mit Bazilian und Hyman 1980 zu den Gründungsmitgliedern von The Hooters (deutsch: Hupe, Sirene; ugs. für Brüste). Sie benannten sich nach ihrem Markenzeichen, der Hohner-Melodica.
The Hooters spielten ihr erstes Konzert am 4. Juli 1980 im Club Mattie’s Place in Levittown und traten in der Folgezeit hauptsächlich in der Clubszene von Philadelphia auf. Mit einer Mischung aus Folk-Rock und Rock sowie mit Einflüssen aus Reggae und Ska konnte die Band in ihrer Anfangszeit lokale Erfolge verbuchen. Zu ihrem Repertoire gehörten auch Coverversionen von Peter Tosh, Bob Marley und The Yardbirds. Am 25. September 1982 spielten sie als Vorgruppe von The Clash, Santana und The Who im John F. Kennedy Stadium von Philadelphia.
Kurz darauf trennte sich die Band, als Bazilian und Hyman gebeten wurden, am Debütalbum She’s So Unusual von Cyndi Lauper mitzuwirken. Hyman war als Co-Autor und Sänger an dem Nummer-eins-Hit Time After Time beteiligt. Lauper bedankte sich später dafür, indem sie auf der 1993er Single Boys Will Be Boys den weiblichen Part sang.
Als es 1983 zu der Wiedervereinigung von The Hooters kam, waren Kuzma und Woods nicht mehr dabei. Sie wurden durch John Lilley und Rob Miller ersetzt, die vorher mit Robert Hazard in dessen Band Heroes gespielt hatten. Im selben Jahr veröffentlichten The Hooters ihr erstes Independent-Album Amore, das sich mehr als 100.000 Mal verkaufte. Dieses Album enthielt bereits Titel wie All You Zombies, Hanging on a Heartbeat und Fightin’ on the Same Side, die in weiteren Versionen auf den folgenden Alben wieder auftauchten.
Im Jahre 1984 unterzeichneten The Hooters einen Plattenvertrag bei dem Major Label Columbia Records.

### Wandlung zum Mainstream (1985–1989)
Mit Nervous Night (1985) verkauften The Hooters allein in den USA 2 Millionen Platten und erreichten somit hier Doppelplatinstatus. Das Album beinhaltete Hits wie Day by Day (USA #18), And We Danced (USA #21) und Where Do the Children Go (USA #38). Das Rolling Stone Magazin gab ihnen den Titel „Best New Band of the Year“. Im selben Jahr waren sie der Opener des Live-Aid-Konzerts in Philadelphia und tourten sehr erfolgreich durch Australien. Am 22. November 1986 gewannen The Hooters bei der 8. Billboard Annual Video Music Conference gleich zwei Preise: „Best Concert Performance“ für den Titel Where Do the Children Go und „Best Longform Program“ für das Nervous-Night-Home-Video.
1987 feierten The Hooters ihren ersten kommerziellen Erfolg in Europa. Johnny B erreichte in Deutschland Platz sieben, und nachdem die Nachfolgesingle Satellite aus dem Album One Way Home häufig im englischen Radio gespielt wurde, schaffte sie es bis auf Platz 22 der britischen Charts. Im Jahre 1989 erfolgte ihre letzte Veröffentlichung für Columbia Records: Zig Zag, ein Album mit politisch orientierten Themen, auf dem Peter, Paul and Mary als Backgroundsänger im 1960er-Jahre-Remake 500 Miles zu hören sind.

### Internationaler Erfolg (1990–1998)
Mit Beginn der 1990er Jahre ließ der Erfolg der Hooters in den Vereinigten Staaten langsam nach, während ihre Popularität in Europa zunahm. Am 21. Juli 1990 trat die Band bei dem The-Wall-Konzert von Roger Waters in Berlin auf. Von 1992 bis 1993 wurden The Hooters an der Violine und dem Gesang durch Mindy Jostyn (1956–2005) verstärkt. Sie verließ die Band jedoch bald wieder, um mit anderen Künstlern bzw. an Soloalben zu arbeiten.
1993 veröffentlichten sie ihr Album Out of Body für MCA Records. Das Album war kein großer kommerzieller Erfolg in den USA, jedoch in Europa, speziell in Deutschland und Schweden. Die dritte Single aus diesem Album, Private Emotion, die später von Ricky Martin gecovert wurde, erschien auch auf Deutsch (Single Heimliche Sehnsucht), wobei der deutsche Text in Zusammenarbeit mit Heinz Rudolf Kunze entstand.
The Hooters Live, aufgenommen an zwei Abenden im Dezember 1993 in Bonn und Osnabrück, wurde in Europa und Asien 1994 veröffentlicht, aber nicht mehr in den Vereinigten Staaten.
Gegen Ende des Jahres 1995 trennte man sich, um vielfältige Soloprojekte – auch außerhalb der Musik – zu verwirklichen. Bemerkenswert ist besonders die Zusammenarbeit mit Joan Osborne (One of Us) und Robbie Williams (Old Before I Die). One of Us wird heute auch von den Hooters selbst live gespielt, wobei auch eine deutschsprachige Version zum Repertoire gehört, die mit Hilfe der Gruppe Erdmöbel aus Köln entstand.
1998 kamen Hyman und Bazilian erneut zusammen, um mit diversen Gastmusikern das von Antonin Dvořáks Sinfonie Aus der Neuen Welt inspirierte Album Largo aufzunehmen. Ein Großteil der Songs wurde von den beiden zusammen mit Rick Chertoff geschrieben. Beteiligt an diesem Projekt waren u. a. Taj Mahal, Cyndi Lauper und Levon Helm (The Band).

### Wiedervereinigung (2001–heute)
Im November 2001 spielte die Band beim Jubiläumskonzert für den berühmten DJ Pierre Robert aus Philadelphia, der Anfang der 1980er Jahre als erster die Hooters im Radio spielte. Im Jahre 2003 tourten The Hooters mit großem Zuspruch durch 17 Städte Deutschlands. Durch diese Tour angespornt, kamen sie in den beiden folgenden Jahren wieder und tourten auch durch die Schweiz und Schweden. Am 11. Mai 2004 bekamen The Hooters den Lifetime Achievement Award der Philadelphia Music Awards verliehen.
Im Jahre 2007 veröffentlichten sie mit Time Stand Still ein neues Studioalbum. Auf diesem finden sich außer dem gewohnten Folkrock-Sound auch eine Coverversion des Don-Henley-Klassikers Boys of Summer. Die anschließende Tour führte sie dann durch Deutschland, Schweden, die Niederlande und die Schweiz. Im Mai, Juni und Juli 2008 fanden weitere Konzerte in Norwegen, Schweden, der Schweiz und vor allem in Deutschland u. a. dem 10. Schlossgrabenfest in Darmstadt statt.
Seit Ende November 2008 ist das Doppel-Livealbum Both Sides Live im Store der Bandwebsite erhältlich. Die erste CD wurde bei zwei Konzerten im November 2007 in Philadelphias Electric Factory aufgenommen. Auf der zweiten CD befinden sich Akustikversionen von zwölf Hooters-Songs, die die Band am 28. Februar 2008 und 1. März 2008 vor kleinem Publikum in Rob Hymans Elmstreet Studios einspielte. Begleitet wurden sie hierbei auf der Geige von der Gastmusikerin Ann-Marie Calhoun. Am 24. April 2009 wurde das Album von Neo/Sony in Europa veröffentlicht und im Sommer 2009 auf einer Deutschland-Tournee promotet.
Am 9. Juli 2010 kam die EP Five by Five mit fünf neuen Songs auf den Markt. Darunter auch das Stück Pissing in the Rhine, das bis auf die Titelzeile komplett auf Deutsch gesungen wird. Membran / Sony Music brachte am 29. Oktober 2010 unter dem Namen The 30th Anniversary Fan Collection eine 4-CD-Box heraus, welche die Veröffentlichungen der Band von 2007 bis 2010 enthielt. Zwischen 2010 und 2017 folgten jährlich weitere Europa-Tourneen mit Auftritten in Deutschland, der Schweiz und Norwegen.
2019 traten Bazilian und Hyman als Eric Bazilian & Rob Hyman of The Hooters bei der Konzertreihe Night of the Proms als Gaststars auf.

## Diskografie

### Studioalben
| Jahr | Titel            | Höchstplatzierung, Gesamtwochen, AuszeichnungChartplatzierungen (Jahr, Titel, Platzierungen, Wochen, Auszeichnungen, Anmerkungen) | Höchstplatzierung, Gesamtwochen, AuszeichnungChartplatzierungen (Jahr, Titel, Platzierungen, Wochen, Auszeichnungen, Anmerkungen) | Höchstplatzierung, Gesamtwochen, AuszeichnungChartplatzierungen (Jahr, Titel, Platzierungen, Wochen, Auszeichnungen, Anmerkungen) | Anmerkungen                              |
| Jahr | Titel            | DE | CH | US | Anmerkungen                              |
| ---- | ---------------- | --- | --- | --- | ---------------------------------------- |
| 1983 | Amore            | — | — | — | Erstveröffentlichung: Dezember 1983      |
| 1985 | Nervous Night    | DE41 (12 Wo.)DE | — | US12 ×2Doppelplatin · (74 Wo.)US                                                                                                  | Erstveröffentlichung: 26. April 1985     |
| 1987 | One Way Home     | DE17 (22 Wo.)DE | CH14 (7 Wo.)CH | US27 Gold · (26 Wo.)US | Erstveröffentlichung: Juli 1987          |
| 1989 | Zig Zag          | — | — | US115 (16 Wo.)US | Erstveröffentlichung: 26. Oktober 1989   |
| 1993 | Out of Body      | DE59 (10 Wo.)DE | CH33 (3 Wo.)CH | — | Erstveröffentlichung: 11. Mai 1993       |
| 2007 | Time Stand Still | — | — | — | Erstveröffentlichung: 14. September 2007 |
| 2023 | Rocking & Swing  | — | — | — | Erstveröffentlichung: 12. Mai 2023       |

### Livealben
| Jahr | Titel | Höchstplatzierung, Gesamtwochen, AuszeichnungChartplatzierungen (Jahr, Titel, Platzierungen, Wochen, Auszeichnungen, Anmerkungen) | Höchstplatzierung, Gesamtwochen, AuszeichnungChartplatzierungen (Jahr, Titel, Platzierungen, Wochen, Auszeichnungen, Anmerkungen) | Anmerkungen                       |
| Jahr | Titel | DE | CH | Anmerkungen                       |
| ---- | ----- | --- | --- | --------------------------------- |
| 1994 | Live  | DE40 (9 Wo.)DE | CH46 (3 Wo.)CH | Erstveröffentlichung: 9. Mai 1994 |

Weitere Livealben
- 2008: Both Sides Live
- 2017: Give the Music Back

### Kompilationen
| Jahr | Titel            | Höchstplatzierung, Gesamtwochen, AuszeichnungChartplatzierungen (Jahr, Titel, Platzierungen, Wochen, Auszeichnungen, Anmerkungen) | Höchstplatzierung, Gesamtwochen, AuszeichnungChartplatzierungen (Jahr, Titel, Platzierungen, Wochen, Auszeichnungen, Anmerkungen) | Anmerkungen                              |
| Jahr | Titel            | DE | CH | Anmerkungen                              |
| ---- | ---------------- | --- | --- | ---------------------------------------- |
| 1992 | Greatest Hits    | DE21 Gold · (48 Wo.)DE | — | Erstveröffentlichung: 18. September 1992 |
| 1994 | Greatest Hits II | DE47 (9 Wo.)DE | CH35 (6 Wo.)CH | Erstveröffentlichung: 1994               |

Weitere Kompilationen
- 1995: Definitive Collection
- 1995: We Came to Play
- 1996: Hooterization: A Retrospective
- 1997: Johnny B.
- 1997: All You Zombies
- 1998: Simply the Best
- 2000: The Best of the Hooters
- 2001: Super Hits
- 2003: 500 Miles
- 2010: The 30th Anniversary Fan Collection
- 2010: 30 Years: More Than 500 Miles...
- 2010: 500 Miles Best of the Hooters

### EPs
- 1988: Hooter Mania
- 2010: Five by Five

### Singles
| Jahr | Titel Album                            | Höchstplatzierung, Gesamtwochen, AuszeichnungChartplatzierungen (Jahr, Titel, Album, Platzierungen, Wochen, Auszeichnungen, Anmerkungen) | Höchstplatzierung, Gesamtwochen, AuszeichnungChartplatzierungen (Jahr, Titel, Album, Platzierungen, Wochen, Auszeichnungen, Anmerkungen) | Höchstplatzierung, Gesamtwochen, AuszeichnungChartplatzierungen (Jahr, Titel, Album, Platzierungen, Wochen, Auszeichnungen, Anmerkungen) | Anmerkungen                          |
| Jahr | Titel Album                            | DE | UK | US | Anmerkungen                          |
| ---- | -------------------------------------- | --- | --- | --- | ------------------------------------ |
| 1985 | All You Zombies Nervous Night          | DE17 (14 Wo.)DE | — | US58 (11 Wo.)US | Erstveröffentlichung: März 1985      |
| 1985 | And We Danced Nervous Night            | DE72 (4 Wo.)DE | — | US21 (20 Wo.)US | Erstveröffentlichung: August 1985    |
| 1985 | Day By Day Nervous Night               | — | — | US18 (18 Wo.)US | Erstveröffentlichung: Dezember 1985  |
| 1986 | Where Do The Children Go Nervous Night | — | — | US38 (12 Wo.)US | Erstveröffentlichung: März 1986      |
| 1987 | Johnny B One Way Home                  | DE7 (14 Wo.)DE | — | US61 (11 Wo.)US | Erstveröffentlichung: Juli 1987      |
| 1987 | Satellite One Way Home                 | DE34 (12 Wo.)DE | UK22 (9 Wo.)UK | US61 (8 Wo.)US | Erstveröffentlichung: September 1987 |
| 1989 | 500 Miles Zig Zag                      | — | — | US97 (5 Wo.)US | Erstveröffentlichung: November 1989  |
| 1993 | Twenty Five Hours A Day Out Of Body    | DE74 (8 Wo.)DE | — | — | Erstveröffentlichung: 1993           |
| 1993 | Boys Will Be Boys Out Of Body          | DE53 (10 Wo.)DE | — | — | Erstveröffentlichung: 1993           |

Weitere Singles
- 1981: Fightin’ on the Same Side
- 1982: All You Zombies (Live)
- 1983: Amore
- 1984: Hanging on a Heartbeat
- 1987: Karla with a K
- 1987: Engine 999
- 1989: Brother, Don’t You Walk Away
- 1990: Don’t Knock It ’til You Try It
- 1990: Heaven Laughs
- 1990: Give the Music Back
- 1990: Silent Night
- 1993: Private Emotion
- 1994: Heimliche Sehnsucht
- 2008: Time Stand Still

### Videoalben
- 1986: Nervous Night
- 2003: The Ultimate Clip Collection

## Auszeichnungen für Musikverkäufe
| Goldene Schallplatte - Kanada - 1985: für das Album Nervous Night - Norwegen - 2000: für das Album The Best of the Hooters - Schweden - 1990: für das Album Zig Zag - 1993: für das Album Out of Body - 1993: für das Album Greatest Hits | 2× Platin-Schallplatte - Neuseeland - 1986: für das Album Nervous Night |

Anmerkung: Auszeichnungen in Ländern aus den Charttabellen bzw. Chartboxen sind in ebendiesen zu finden.
| Land/RegionAuszeichnungen für Musikverkäufe (Land/Region, Auszeichnungen, Verkäufe, Quellen) | Gold     | Platin     | Verkäufe  | Quellen                                                    |
| -------------------------------------------------------------------------------------------- | -------- | ---------- | --------- | ---------------------------------------------------------- |
| Deutschland (BVMI)                                                                           | Gold1    | —          | 250.000   | musikindustrie.de                                          |
| Kanada (MC)                                                                                  | Gold1    | —          | 50.000    | musiccanada.com                                            |
| Neuseeland (RMNZ)                                                                            | —        | 2× Platin2 | 40.000    | Einzelnachweise                                            |
| Norwegen (IFPI)                                                                              | Gold1    | —          | 25.000    | ifpi.no (Memento vom 5. November 2012 im Internet Archive) |
| Schweden (IFPI)                                                                              | 3× Gold3 | —          | 150.000   | sverigetopplistan.se                                       |
| Vereinigte Staaten (RIAA)                                                                    | Gold1    | 2× Platin2 | 2.000.000 | riaa.com                                                   |
| Insgesamt                                                                                    | 7× Gold7 | 4× Platin4 |           |                                                            |